# أسامة عبد العظيم
أسامة محمد عبد العظيم حمزة (الأحد 14 ربيع الأول 1367 هـ / 25 يناير 1948 - 7 ربيع الأول 1444 هـ / 3 أكتوبر 2022) رئيس قسم الشريعة الأسبق وأستاذ أصول الفقه في كلية الدراسات الإسلامية بنين القاهرة، بجامعة الأزهر.

## نشأته
ولد يومَ الأحد 14 ربيع الأول 1367 هـ الموافق 25 يناير 1948 م في حي الخليفة بالقاهرة. وتخرَّج في القسم العالي للدراسات الإسلامية والعربية بكلية الشريعة والقانون في جامعة الأزهر عام 1969. ثم حصل على شهادة الماجستير في أصول الفقه من قسم أصول الفقه بكلية الشريعة والقانون بالقاهرة عام 1974، وكان موضوع بحثه التكميلي «حجية قول الصحابي». حصل على بكالوريوس الهندسة من قسم الهندسة الميكانيكية بكلية الهندسة في جامعة الأزهر بالقاهرة عام 1976، حصل على الدكتوراه في أصول الفقه من قسم أصول الفقه بكلية الشريعة والقانون في جامعة الأزهر بالقاهرة، بمرتبة الشرف الأولى عام 1983 وكان موضوع أطروحته «كتاب التحرير لما في مناهج الأصول من المنقول والمعقول» لوليِّ الدين العرابي: تحقيق ودراسة.

## التدرج الوظيفي
1. عُيِّن مدرساً لأصول الفقه بكلية الدراسات الإسلامية والعربية للبنين بالقاهرة في 2 سبتمبر 1986.
2. حصل على درجة الأستاذ المساعد في أصول الفقه بتاريخ 2 سبتمبر 1992.
3. حصل على درجة الأستاذية في أصول الفقه بتاريخ 5 يونيو 1999.
4. تولى رئاسة قسم الشريعة الإسلامية بكلية الدراسات الإسلامية والعربية للبنين في القاهرة خلال الفترة من 9 يوليو 1999 وحتى 21 يوليو 2008.
5. أصبح أستاذا متفرغا منذ 1 أغسطس 2008.[3]

## الخبرات والأنشطة العلمية
1. أُعير للتدريس بكلية الشريعة والدراسات الإسلامية بجامعة الكويت عامي 1984 و1985 م ويُعدّ أحد مؤسسيها.
2. أشرف على العديد من رسائل الماجستير والدكتوراه وناقشها.
3. شارك في العديد من المؤتمرات داخل مصر وخارجها.
4. ألقى العديد من الندوات والمحاضرات في مختلف جامعات مصر وخارجها.[4]

## مؤلفاته
ألَّف أسامة عبد العظيم العديد من الكتب الأصولية والتحقيقات العلمية ومنها:
- السبيل لتصفية علم الأصول من الدخيل.
- مقدمات النسخ.
- درس أصول الفقه المصفى المحلي في مسائل المجمل والمبين والنسخ والسنة والإجماع.
- القصص القرآني وأثره في استنباط الأحكام.
- موسوعة أسباب الإجمال.
- حجية قول الصحابي.
- مدخل الهائب إلى تيسير وتحرير مختصر ابن الحاجب.
- نحو منهج جديد في تخريج الفروع على الأصول.
- مذكرة المعاوضات في فقه البيوع.
- التحرير لما في منهج الأصول من المنقول والمعقول دراسة وتحقيق.
- نصوص أصولية من شرح الإسنوي على منهاج البيضاوي في مسائل المجمل والمبين والنسخ والسنة والإجماع.
- عيون الأصول.
- درس أصول الفقه المصفى المحلي في القياس والأدلة المختلف فيها والاجتهاد والتعارض والترجيح.
- نصوص أصولية من شرح الإسنوي على منهاج البيضاوي في مسائل القياس والأدلة المختلف فيها والاجتهاد والتعارض والترجيح.
- بحث أصولي مبتكر عن شروط الاجتهاد.

## الوفاة
تُوفِّي في السابع من ربيع الأول عام 1444 هـ الموافق للثالث من أكتوبر 2022 م وذلك بعد صراعٍ مع المرض. شيَّع الآلافُ جنازته في مشهدٍ مهيب، وتجمَّع المئاتُ بمُصَلَّى العيد بمنطقة التونسي في القاهرة لأداء صلاة الجنازة، في الوقت الذي ضجَّت وسائلُ التواصل الاجتماعي برسائل التعزية في وفاته.